# Интернет аптека
В повечето страни от Европейския съюз е разрешена търговията в интернет с лекарствени продукти без лекарско предписание. Право на това имат аптеки, получили разрешително от съответния за страната изпълнителен орган. В България това е ИАЛ (Изпълнителна агенция по лекарствата). Задължително аптеката трябва да има сайт, в който да предлага своите продукти.
Не се допуска продажбата на медицински продукти от несъществуващи или нерегистрирани аптеки. 

## Държавен вестник
Раздел V. Продажба по интернет на лекарствени продукти без лекарско предписание чл.40 (Нов – ДВ, бр. 2 от 2012 г.).
(1) „Търговия по интернет с лекарствени продукти без лекарско предписание може да извършва лице, получило разрешение за търговия на дребно с лекарствени продукти или удостоверение за регистрация на дрогерия при условията и по реда на ЗЛПХМ и на тази наредба, съответно на наредбата по чл. 243 ЗЛПХМ“.
(2) „Търговията по ал.1 се извършва само с лекарствени продукти, разрешени за употреба по реда на ЗЛПХМ.“ 

## Изисквания
Всяка интернет аптека трябва да има лого с директна връзка (хиперлинк) към: „СПИСЪК на лицата, които извършват търговия по интернет с лекарствени продукти без лекарско предписание“. Той може да бъде намерен и на страницата на Изпълнителната агенция по лекарствата към Министерството на здравеопазването, в графа „регистри“ и предоставя информация за:
1) Номерът на разрешителното/удостоверението на аптеката и дата на издаване.
2) Име на юридическото лице.
3) Адрес на аптеката/дрогерията.
4) Ръководител на аптеката/дрогерията.
Ръководителят на аптеката е този, който носи отговорност за организацията и контрола на търговията с лекарствени средства поинтернет в съответния обект. Той съхранява заявките и потвържденията за отпуснатите продукти на хартиен носител за срок от 5 години и е длъжен да уведоми клиента в случаите, в които аптеката не разполага с поръчаните лекарствени средства.
Освен това на страницата на интернет аптеката трябва да бъде предоставена информация и за:
- цена на лекарствените продукти
- номенклатура, съдържаща международните непатентни наименования и търговските имена на предлаганите лекарствени продукти
- стойността на транспортните разходи, невключени в цената на лекарствените продукти по т. 7, свързани с тяхната доставка
- начина на плащане, доставка и изпълнение на договора по чл. 45
- правото на потребителя да се откаже от договора по чл. 45 и условията, при които лекарственият продукт може да не бъде приет
- информация за органите, осъществяващи контрол върху дейността
- интернет връзка към страниците на ИАЛ и Българския фармацевтичен съюз

"Информацията по ал. 1 трябва да бъде предоставена по ясен и разбираем начин, да подчертава търговския характер на предложението и да бъде в съответствие с принципа на добросъвестност при търговските сделки и добрата търговска практика."
Това отличава регистрираните и лицензирани интернет аптеки от всички останали търговски уебсайтове. По този начин потребителят може да е сигурен в надеждността на аптеката, както и в качеството на предлаганите продукти.

## Надеждност
Проверка на интернет аптеките и качеството на услугите, предлагани от тях може да стане по следните начини:
- Лого: наличието на лого на сайта на онлайн аптеката е само един от начините да се потвърди реалното съществуване на аптеката.
- Проверка на регистрацията на аптеката и обявения ръководител в „СПИСЪК на лицата, които извършват търговия по интернет с лекарствени продукти без лекарско предписание“.
- Проверка на името и реалния адрес на аптеката.
- Избягване на сайтове, които предлагат лекарства по лекарско предписание без да изискват рецепта за това.

Препоръчително е потребителите да се снабдяват с необходимите им продукти само от сайтове, които предлагат онлайн консултация с магистър-фармацевт. Само така те могат да са сигурни, че това, което купуват е подходящо за тях и няма риск за здраве им. Ако интернет аптеката/дрогерията не фигурира в Списъка на лицата, които извършват търговия по интернет с лекарствени продукти без лекарско предписание, то най-вероятно тя е нелегална и застрашава здравето на хората, които употребяват продукти, закупени от нея. Други признаци, които могат да породят съмнения в надеждността на онлайн аптеката са: нереално ниски цени, продажба на продукти, отпускани само по лекарско предписание или такива, които не са одобрени за продажба от НЗОК. Последните могат да съдържат твърде ниска или прекалено висока доза от активното вещество, а също така и опасни помощни вещества. Често в такива сайтове се продават лекарства, които са фалшиви, замърсени или с изтекъл срок на годност.

## Официален вестник на ЕС
„ДДП (добра дистрибуторска практика) представлява частта от осигуряването на качеството, с която се гарантира, че качеството на лекарствените продукти се поддържа на всички етапи от веригата на доставка – от обекта на производителя до аптеката или лицето, което има разрешение да доставя лекарствени продукти на населението или оправомощено за тази цел.“ 
Добрата дистрибуторска практика ДДП важи за всички страни от Европейския съюз и гарантира правилната дистрибуция на медицински продукти и включва изисквания за тяхното закупуване, получаване, съхранение и изнасяне. Всички куриерски фирми са сертифицирани по стандарта за осигуряване на качество ISO 9000.

## Значение
- Лесен достъп за инвалиди и трудно подвижни хора.
- Удобство – всеки може да закупи необходимите му продукти от дома, като има възможност и за експресни доставки.
- Възможност за доставка до отдалечени райони, където няма достъп до аптека.
- Конкурентни цени.
- Възможност за международна доставка.
- Удобство при третиране на по-специфични здравословни състояния като хемороиди, вагинални гъбички и др.
- Възможност за бърза справка и сравнение на цените в различните интернет аптеки.